# Inquisition Symphony
Inquisition Symphony je drugi album sastava Apocalyptica. Izdan je 1998. godine i sadrži četiri obrade Metallice: For Whom The Bell Tolls; Nothing Else Matters; Fade To Black i One. Na ovom albumu su obradili još tri sastava: Sepultura (Inquisition Symphony i Refuse/Resist); Faith No More (From Out Of Nowhere) i Pantera (Domination). Tri pjesme su njihove: Harmageddon; M.B. (Metal Boogie) i Toreador.

## Lista pjesama
1. Harmageddon
2. From Out Of Nowhere
3. For Whom The Bell Tolls
4. Nothing Else Matters
5. Refuse/Resist
6. M.B.
7. Inquisition Symphony
8. Fade To Black
9. Domination
10. Toreador
11. One